# 丸子実業高校バレーボール部員自殺事件
丸子実業高校バレーボール部員自殺事件（まるこじつぎょうこうこう バレーボールぶいん じさつじけん）とは、長野県丸子町（現・上田市）の長野県丸子実業高等学校（現・長野県丸子修学館高等学校）に通っていた当時1年生の男子生徒が、2005年（平成17年）12月6日に自宅で自殺した事件。生徒の自殺の原因が当時所属していたバレーボール部でのいじめにあったとして生徒の母親とバレーボール部関係者の間で争われた。生徒の母親は、いじめを苦に自殺したとしてバレーボール部員等に損害賠償を求めて提訴したが、バレーボール部員等も生徒の母親に精神的苦痛を受けたとして逆提訴。2009年（平成21年）3月6日、長野地方裁判所の判決では、生徒の母親の主張は認められず、生徒の母親がバレーボール部員等に損害賠償を支払うように命じた。生徒の母親は判決を不服として、3月12日に東京高等裁判所に控訴したが、同年10月14日付で控訴を取下げたため、長野地方裁判所の判決が確定した。

## 経緯
生徒は中学2年の頃から声帯に異常をきたし、声がかすれ気味で大きな声が出せない状況だった。生徒はクラブの応援練習で大きな声を出せないことや、授業で指名されたときに教科書を音読できないことなどを気にかけていた。
生徒は2005年に丸子実業高校に入学し、バレーボール部に入部。バレーボール部の上級生が生徒の声真似をしたり、上級生からハンガーで殴られたりするなど、部内でいじめられるようになった。そのことが原因で生徒は不登校気味になり、また病院でうつ病と診断された。
このような事態に対して生徒の母親と学校側と長野県教育委員会が話し合いを続けていた。その過程で生徒は「バレーボール部の上級生からいじめられている」とした手紙を、学校と長野県教育委員会に提出した。しかし話し合いは平行線をたどった。生徒の家族の支援者によると、話し合いの際にバレーボール部顧問は「ふざけるな馬鹿野郎」などと生徒の母親に対して大声で怒鳴ったとされている。また、生徒は2005年10月10日には、上級生からハンガーで殴られた暴力事件について警察に被害届を出した。
生徒の出席日数不足を理由に「このままでは進級できない」という状況も考えられるようになり、学校側がその旨を通知した直後、生徒は自殺した。生徒の母親は、バレーボール部の上級生からいじめられたことを苦にしたメモを残したと主張した。
一方、生徒は自殺する前何度も家出を試みており、そのたびに母親は学校に捜索を依頼。家出を担任の責任と主張、大量のビラを作らせたり校長や教頭に謝罪を求めるなどしていた。また家事全般を生徒がしなくてはならないため学校に来ることが難しく、担任の面談に「学校に来たいし部活もしたい」と答えていた。生徒に対する虐待、ネグレクトが疑われ、県教育委員会や児童相談所が母子分離措置を計画していた矢先の自殺だった。
生徒の母親は3度の離婚歴があり、職場、所属したママさんバレーボールチームなど行く先々でトラブルを起こしていた。我が子である生徒を幼少期より半ば育児放棄し「死ね」と罵倒し続けていた。

## マスメディアの取材
この事件は全国ネットのテレビニュースやワイドショーでも報じられた、自殺した生徒の母親は自宅に入ったテレビカメラの前で実名を名乗り、素顔も晒して取材に答えている。　乱れた字で書かれた遺書には、「お母さんがねたので死にます」と書かれていたという。そして、丸子実業高校校長はマスメディアの取材に対し自殺の原因は学校ではなく母親側に問題があるとの認識を示し、「物まねということがですね、いじめであれば、もう世の中じゅういろんな行為がですね、いじめにされてしまうんじゃないかなというような、ただそれには不満なんだよね」と付け加えた。校長の発言がニュースやワイドショーで報じられると全国から丸子実業に抗議の電話が殺到した。しかし、ノンフィクション作家の福田ますみはこれらがマスメディアと母親によるミスリードであったとしている。福田の取材では母親には虚言癖があり学校関係者、母親の夫からその虚言内容が伝えられている。

## 自殺事件後の状況
学校側は「いじめと認識していない」という立場をとった。またバレーボール部の保護者会は自殺事件直後の2005年12月8日に記者会見を開き、「いじめられた側がそう思うのであれば認めなければならない」とは発言したものの、全体としては生徒へのいじめはなかったとの見解を示した。バレーボール部関係者らは生徒の遺書に書かれていた、「お母さんがねたので死にます」の筆跡に着目。「ねた」（寝た）という字が「やだ」（嫌だ）と読めるのではないかと疑問を呈した。実際、生徒が住んでいた佐久地方では、「やだかった」「やだから」といった言い方を多用し、事実、生徒自身が綴ったと思われるメモには、「やだかった」という言葉が何回も登場していた。そのため保護者会は「生徒の母親が、暴言の電話やファックスなどで自分たちを中傷した」と見解を示した。

### 刑事処分
生徒をハンガーで殴った上級生については、生徒の生前の被害届を受けて警察が捜査。上級生5人は、2006年5月13日に暴行の容疑で書類送検された。
また、学校側の態度を不満とした生徒の母親は2006年1月、校長を殺人と名誉毀損の疑いで刑事告訴。殺人容疑での告訴の理由について「うつ病を発症して希死念慮も出現しているという診断書を学校側に提出しているにもかかわらず、学校側の対応で生徒を精神的に追い込み、病状を悪化させて死に至らしめた」としている。また名誉毀損については「記者会見で（生徒）の名誉を傷つける発言を繰り返した」としている。長野県警丸子警察署は告訴を受理。校長は2006年5月13日、殺人と名誉毀損の疑いで書類送検された。

## 自殺事件に関する訴訟

### 遺族の損害賠償訴訟
生徒の母親は2006年3月10日、いじめや暴力をおこなっていたバレーボール部員とその両親、学校の校長、学校を管理する長野県を相手取り、1億3000万円の損害賠償を求める訴訟を長野地方裁判所に提訴した。

### バレー部関係者から遺族への訴訟
生徒の母親からの損害賠償訴訟が係争中の2006年10月31日、バレーボール部の監督をつとめている丸子実業高校教諭とその家族、いじめを中心的におこなったとされる上級生とその両親、バレーボール部員30人が共同で、「いじめも暴力も事実無根で、生徒の母親のでっち上げ。母親の行為で精神的苦痛を受けた」などとして、生徒の母親を相手取って3000万円の損害賠償訴訟を長野地方裁判所に提訴した。
監督や部員らは「（生徒）の母親からの誹謗中傷の電話やファックスが監督の自宅に着信したことで、監督本人のみならず家族も精神的苦痛を受けた」「ハンガーで殴ったと（生徒）の母親から名指しされた生徒には、（生徒）の母親が主張するような事実はない。虚偽のいじめや暴行事件をでっち上げられて、（生徒）の母親からいじめや暴力に加担したかのように言いふらされた上、暴行事件の被疑者として警察に取り調べられるなどの精神的苦痛を受けた」「（生徒）の母親が虚偽の内容をマスコミに吹聴したため、部活動に悪影響が出た」などと主張した。

### 地裁判決
2009年3月6日、長野地方裁判所の判決が下された。生徒の母親の損害賠償訴訟に関しては、「同級生がハンガーで頭を叩いた行為は自殺した生徒の心理に与えた影響は大きい」とした上でハンガーで生徒の頭部を殴った上級生のうち1人の行為については、1万円の損害賠償を命じた。しかし、「学校生活が最大のストレス原因であったかは疑問」「学校や県に指導や監督義務違反があったとまでは言えない」と指摘し、生徒の母親の主張を退けた。また、生徒の母親に対し損害賠償を求めていた裁判では原告30人のうち23人が精神的苦痛を被ったことなどを認め、あわせて約34万円の支払いを命じる判決を下した。生徒の母親はこの判決を不服とし、2010年3月12日に東京高等裁判所に控訴したが、2010年10月14日付けで控訴を取下げたことにより、長野地方裁判所での判決が確定した。

### 校長から遺族に対する損害賠償請求訴訟
2009年6月、新たに校長から長野地方裁判所上田支部に遺族とその弁護士に対し損害賠償請求が起こされた。請求には、新聞社に校長が無実である広告の掲載や、ブログに校長に対して自殺した高校生の母親による謝罪文の数ヶ月の掲載を求める内容も含まれている。2011年1月14日に長野地裁上田支部の川口泰司裁判長は「原告校長の社会的評価を低下させ、名誉を傷付けた」として、母親と弁護士に計165万円の支払いと謝罪広告の掲載を命じた。
なお、弁護士の高見澤昭治は、法律上の根拠がないことを容易に認識し得たにもかかわらず校長を殺人罪で告訴し、さらに、記者会見の際に独自の見解に基づいて校長があたかも殺人を犯したかのように発言し校長の名誉と社会的信用を棄損したとして、2012年に東京弁護士会により懲戒処分された。